# Michael Sailstorfer

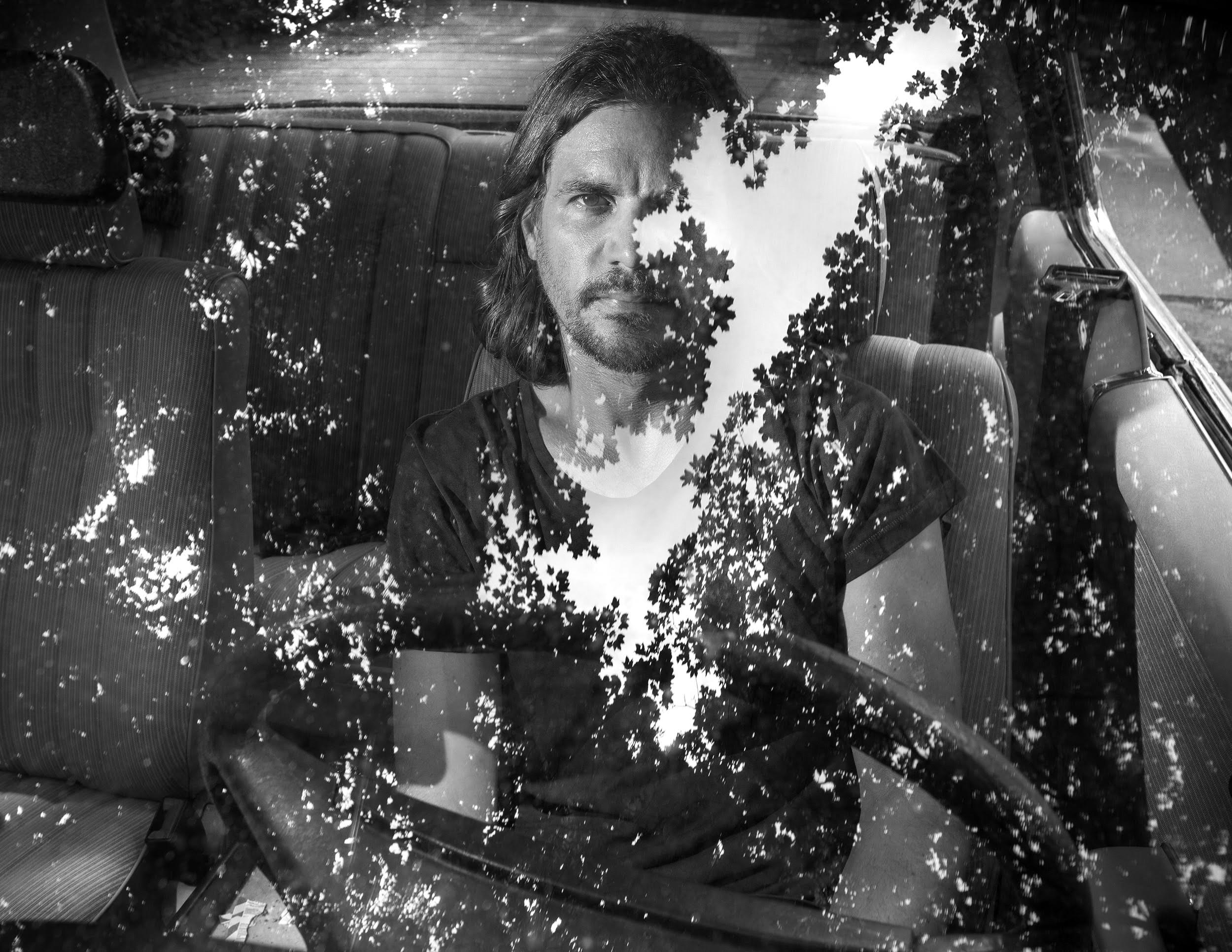
Michael Sailstorfer, Berlin 2018. Foto von Oliver Mark

Michael Sailstorfer (* 12. Januar 1979 in Velden (Vils)) ist ein deutscher Bildhauer sowie ein Installations- und Objektkünstler.

## Leben und Wirken

### Leben
Michael Sailstorfer wuchs in Bayern als Sohn des Bildhauers Josef Sailstorfer auf, besuchte schon früh mit seinem Vater Vernissagen und studierte von 1999 bis 2005 an der Akademie der Bildenden Künste München (unter anderem bei Nikolaus Gerhart und Olaf Metzel) sowie zwischenzeitlich am Goldsmith College der Londoner Universität (2003/2004). Er erhielt zahlreiche Auszeichnungen, so zum Beispiel 2001 den A.T. Kearney-Akademiepreis, 2002 den Preis der Darmstädter Sezession (Bereich Skulptur) und 2006/07 den Ars-Viva-Preis, sowie Stipendien der Studienstiftung des deutschen Volkes (2003) und der Villa Aurora (2005).
Sailstorfer steht auf der Liste 100 Köpfe von morgen, mit der ausgewählte junge Menschen vorgestellt werden, denen wegen ihrer „Kreativität und Leistungsbereitschaft eine aussichtsreiche Zukunft“ prognostiziert wird. Sein Werk ist geprägt von gebauten Objekten und Installationen. Eines seiner Werke befindet sich in der „Sammlung zeitgenössischer Kunst der Bundesrepublik Deutschland“ in Bonn. Sailstorfer lebt in Berlin.

### Kunstschaffen

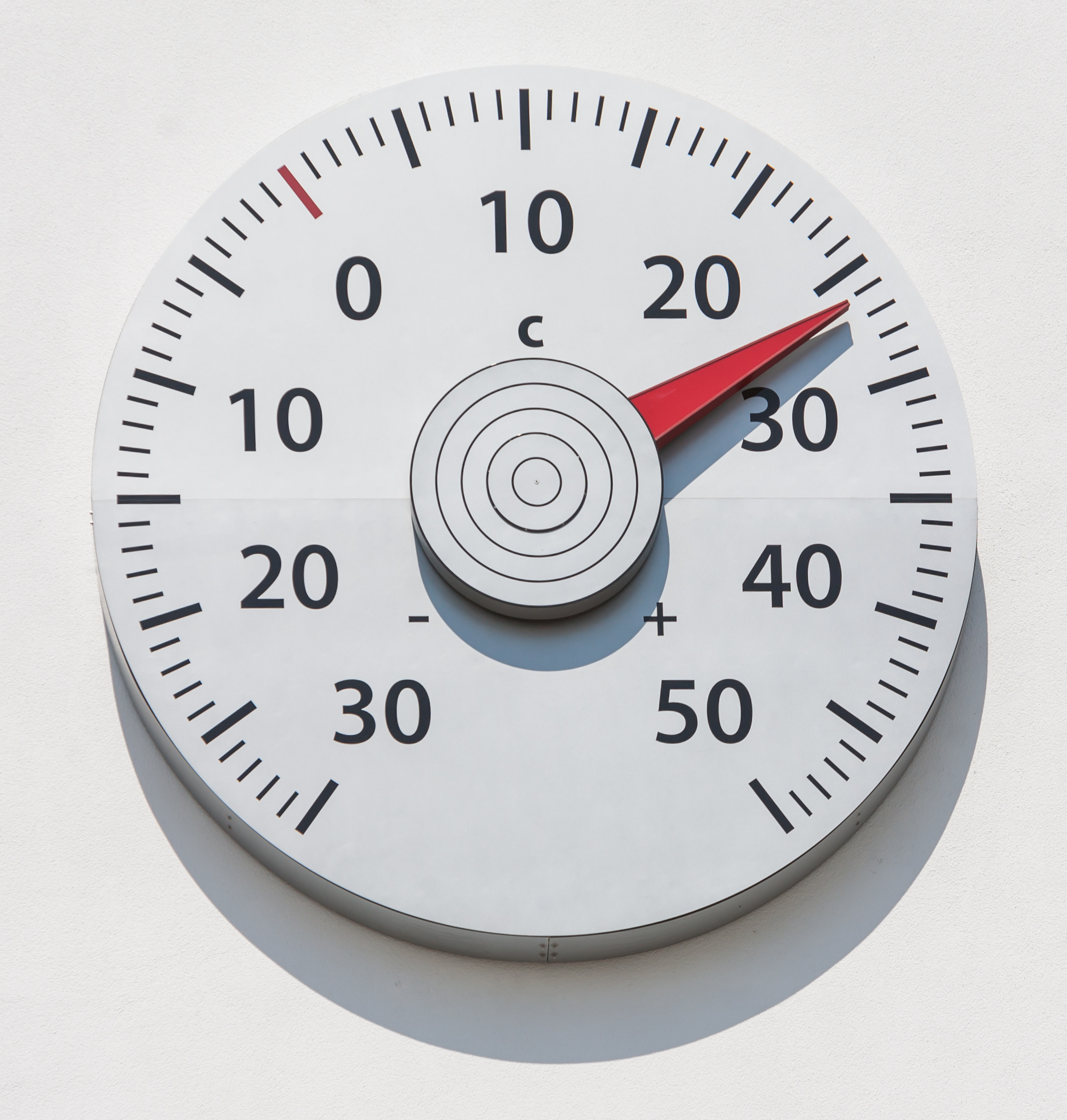
Außenthermometer (2012)

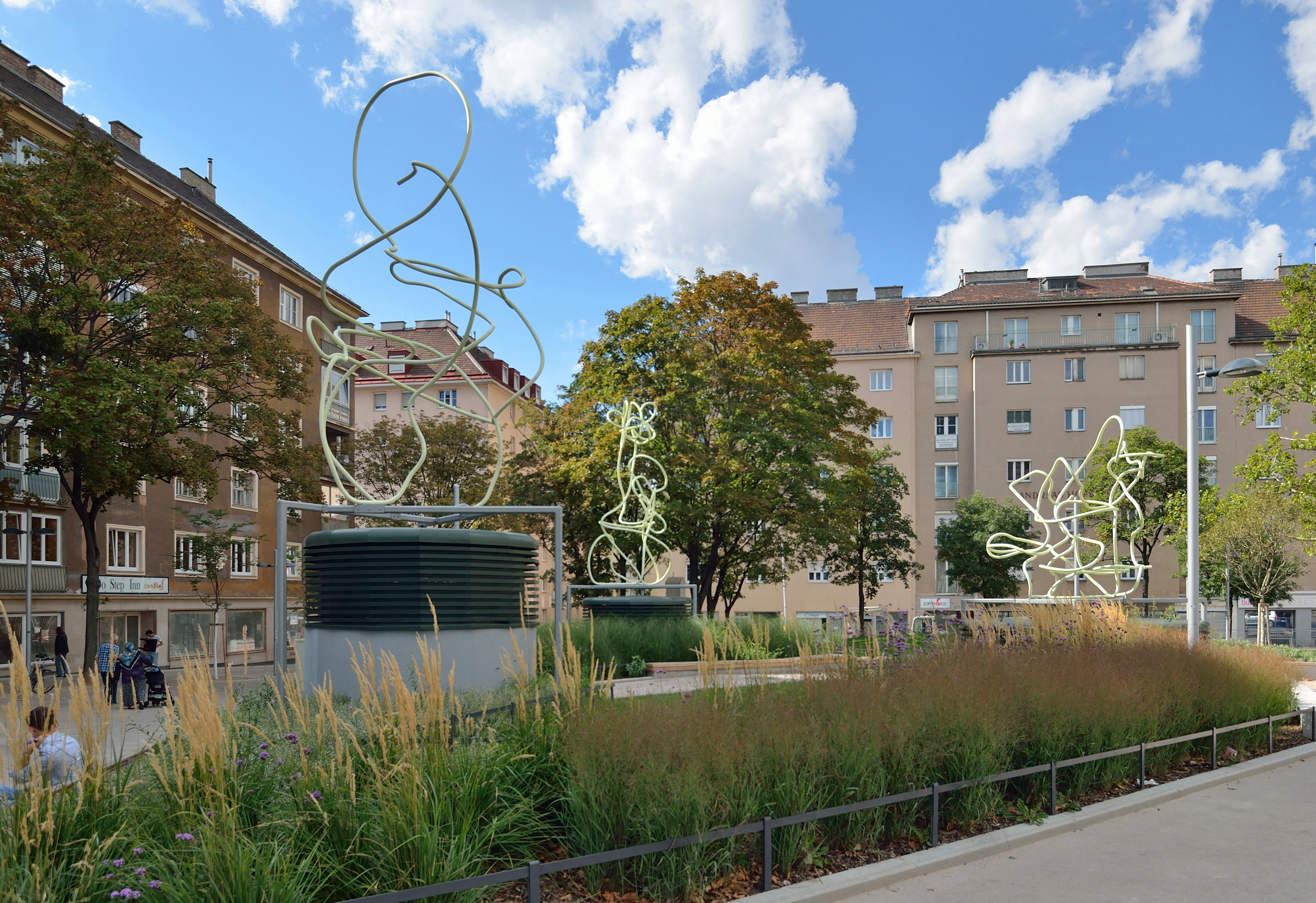
Hauptweg und Nebenwege am Südtiroler Platz in Wien

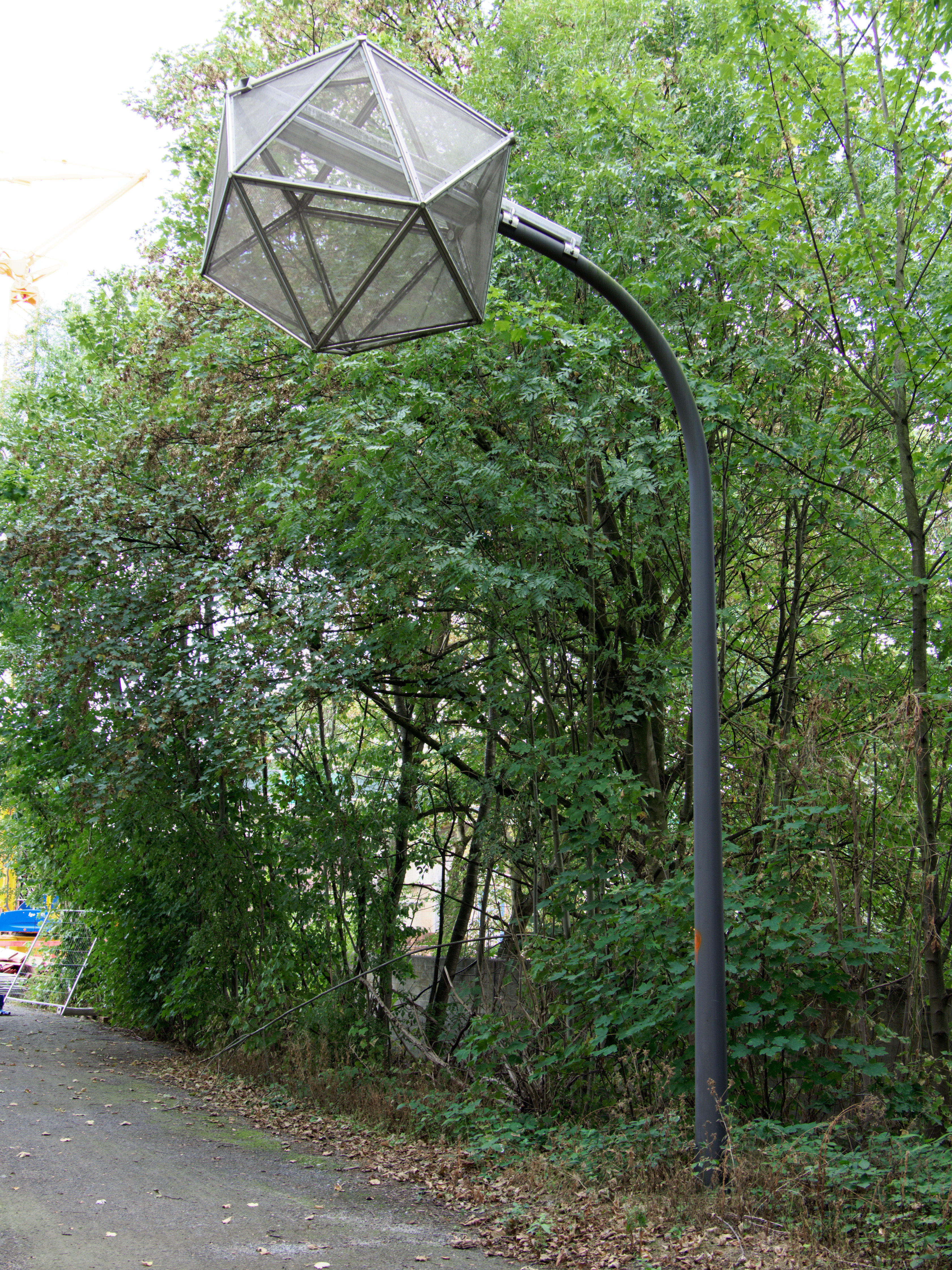
Mückenhäuser am Blumenthalradweg nahe der Überführung der A43

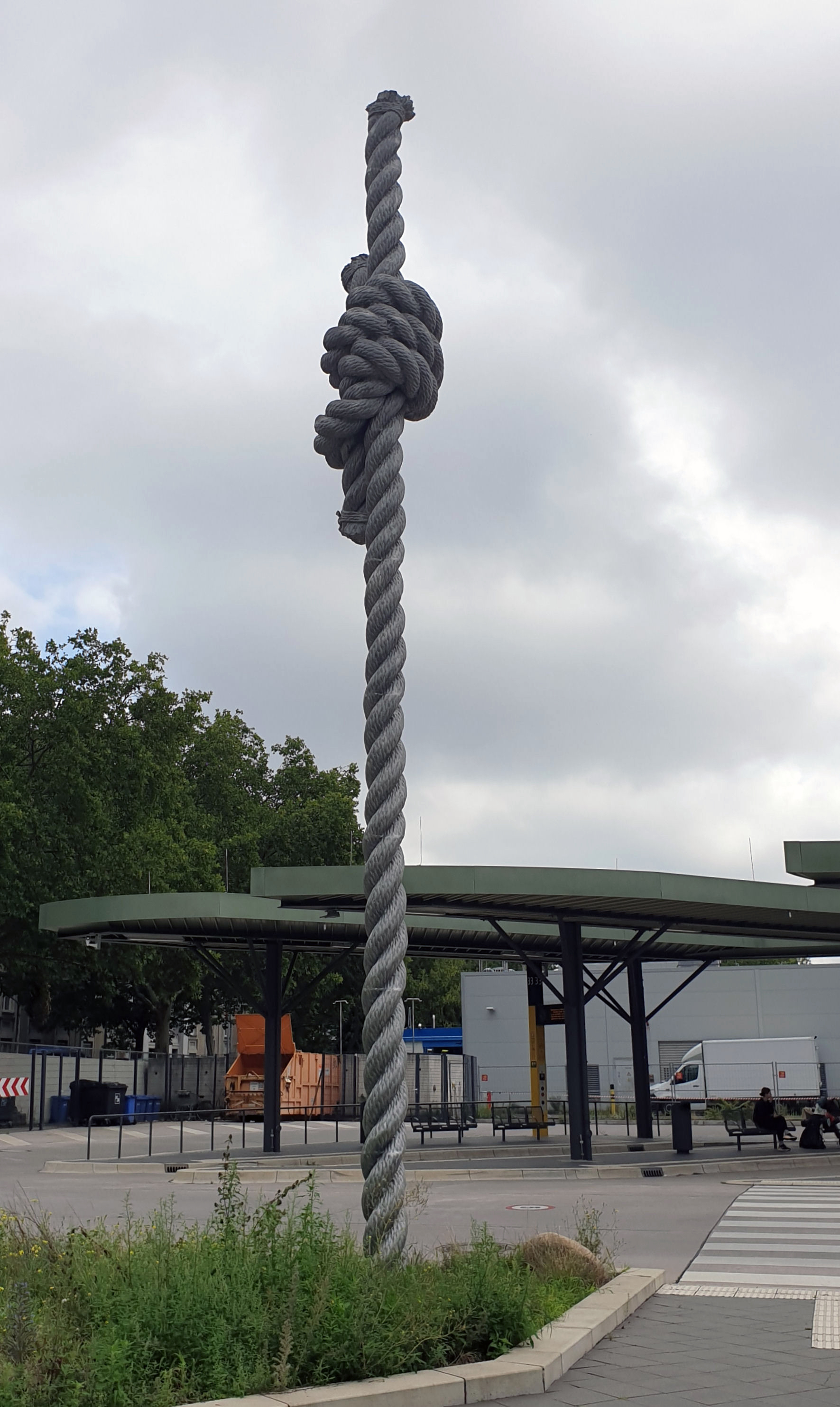
"Knotenpunkt" am ZOB in Berlin-Westend

Sailstorfer begann seine künstlerische Tätigkeit mit ungewöhnlichen Skulpturen in freier Landschaft, fremdartigen temporären Gebilden, zum Beispiel eine Blechhütte aus zerschnittenen Wohnmobilen auf einer Wiese, von denen nur Fotos zeugen. Wohnen mit Verkehrsanbindung heißt eine Installation, bei der er im bayrischen Landkreis Erding verschiedene Wartehäuschen an einer Buslinie mit Schlafzimmer- und anderen Wohnungseinrichtungsgegenständen ausgestattet hat. 2008 schuf er ein Video, das ein Wellblechhaus zeigt, das seine Wände wie aufgeblasen ausdehnt und zu zersprengen scheint, dann aber immer wieder in sich zusammensackt. Von Ausgangspunkten älterer Kunst ist Sailstorfer kaum geprägt, weder inhaltlich noch formal. Er verwandelt „Objekte und entzieht ihnen den ursprünglichen Zweck. Dafür flößt er ihnen neues Leben ein und verleiht ihnen eine Seele. Mit der neuen Identität beginnt eine neue Geschichte. Spannend dabei ist immer wieder Michael Sailstorfers kabarettreife künstlerische Schöpfung der neuen Welten.“
Die Skulpturen des Bildhauers Sailstorfer überschreiten das körperlich Figürliche, sie breiten sich in weitere Dimensionen aus und erhalten durch Licht, Geräusche oder Geruch wuchernde Erweiterungen. Dabei faszinieren den Künstler Alltagsobjekte. Er „nimmt sich diese Gegenstände regelrecht vor, sie werden zerlegt, auseinander genommen, deformiert, adaptiert, neu zusammengesetzt und zu kraftvollen Installationen umgedeutet. Dabei ist sowohl der Raum, den sie einnehmen, als auch der Raum, der sie umgibt, von essenzieller Bedeutung.“ Bekannt wurde er mit einer Arbeit aus dem Jahr 2005, bei der sich ein hängender Autoreifen vergeblich dreht, ohne fortzukommen, und dabei gegen eine Wand scheuert, wodurch sich das Gummi langsam abreibt. Im Raum wird dann entsprechend ein stechender Geruch verbreitet und unter der Installation sammeln sich Gummifragmente an. Sailstorfer gab dem Werk den „Titel Zeit ist keine Autobahn“. Die Idee zu dieser Installation kam ihm in Japan beim Anblick eines Reifenlagers. „Enormer Energieaufwand verpufft geräuschvoll im Nichts – eine Kunstanstrengung in der Tradition von Sisyphus und Don Quijote, ein Schicksal, das uns mit der eigenen Lebenszeit und den eigenen Taten konfrontiert und mit absurder Komik gegen die Grenzen des Möglichen revoltiert.“
Im neuen Erweiterungsbau der Kunstsammlung Nordrhein-Westfalen in Düsseldorf installierte Sailstorfer im Jahre 2010 in der „Kleehalle“ dreihundert Wolken aus Lkw-Schläuchen als temporäre Installation mit der Bezeichnung Clouds.
Im Wettbewerb „United Nations Campus in Bonn für die Standorte Treppenhaus, Atrium und Foyerwand“, Kategorie „Kunst-am-Bau-Wettbewerb zum Standort Treppenhaus“ des Bundesamts für Bauwesen und Raumordnung für das Bauprojekt „Bauten für die Vereinten Nationen“ in Bonn erlangte Sailstorfer im Jahre 2011 den 1. Preis mit seinem Entwurf Außenthermometer. Die Ausführung erfolgte durch den Schlossermeister Bernd Euler.

### Zitat
- „Ich möchte an einem Ort, der mir gefällt, veränderliche Skulpturen machen, die gleichzeitig auch funktionieren.“[7]

## Auszeichnungen
- 2002: Preis junger Künstler der Darmstädter Sezession, Bereich Skulptur
- 2006: ars viva-Preis
- 2009: Sparda-Kunstpreis NRW
- 2011: Kunstpreis junger westen
- 2012: Vattenfall Contemporary
- 2017: August-Macke-Preis

## Ausstellungen

### Einzelausstellungen
2023
- To the People, Argo Factory, Teheran
- Brainwashed, Galerie Jahn, München
- Batterie, Livie Gallery, Zürich
- Clearing, Projectos Monclova, Mexiko-Stadt

2022
- Heavy Eyes, Carbon 12, Dubai
- Heavy Eyes, König Galerie, Seoul

2021
- Plumbum, Livie Gallery, Zürich
- Ariadne Raum, KOENIGmuseum, Landshut
- Heavy Eyes, Avlskarl Gallery, Kopenhagen

2020
- 1–32, Galerie Zink, Waldkirchen

2019
- SINK, SANK, SUNK, König Galerie, Berlin
- Space is the Place, BNKR Art Center, München
- TEAR SHOW, Perrotin Gallery, New York

2018
- Brainspotting, Avlskarl Gallery, Kopenhagen
- We love them all, Carbon 12, Dubai
- Tear Show, König London, London
- Troubling Matter II, Galerie Jahn, Landshut

2017
- Altenheim für Kosmonauten, Kunsthal 44 Moen, Askeby
- Gräflicher Park Bad Driburg, Bad Driburg
- Schloss Neuhardenberg, Neuhardenberg
- Jupiter Artland, Edinburgh
- Hitzefrei, König Galerie, Berlin
- Clouds and Tears, Proyectos Monclova, Mexiko-Stadt
- Altenheim für Populisten, Grieder Contemporary, Zürich

2016
- Maze, Senatsverwaltung für Justiz, Berlin
- Troubling matter, Galerie Jahn, Landshut
- Silver Cloud, Performance, Studio Michael Sailstorfer, Berlin

2015
- Michael Sailstorfer. Wiesen bei Nacht, KuWi – Kunstverein Wiesen e. V., Schloss Wiesen, Wiesen

2014
- Kopf und Körper, Museum Kurhaus Kleve, Kleve[8]
- Michael Sailstorfer – B-Seite, Haus am Waldsee, Berlin[9]

2012
- Vattenfall Contemporary. Forst. Berlinische Galerie

2011
- Hangover, Kunstfenster des BDI, Berlin

2010
- Kestnergesellschaft, Hannover

2008
- Schirn Kunsthalle Frankfurt
- Galeri K, Oslo

2007
- Parkhaus im Malkastenpark, Düsseldorf
- Galleria Zero, Mailand

2006
- Galerie Johann König, Berlin

2005
- MARTa Herford
- Jack Hanley Gallery, Los Angeles

2004
- espace d’art contemporain, Genf

2002
- Städtische Galerie im Lenbachhaus, München

### Gruppenausstellungen
- 2019: Fly me to the Moon. 50 Jahre Mondlandung, Kunsthaus Zürich und Museum der Moderne, Salzburg
- 2019: THE BIG SLEEP, Haus der Kunst, München
- 2018: Riga International Biennial of Contemporary Art, Riga
- 2018: Rehearsal, Tai Kwun Contemporary, Hong Kong
- 2016/2017: Drama Queens (u. a. mit Christian Jendreiko und Roland Schappert), Museum Morsbroich, Leverkusen
- 2016: Lichtparcours 2016, Braunschweig
- 2007: Kestnergesellschaft / Sprengel-Museum, Hannover
- 2007: Museion, Bozen
- 2006: Hochschule für Bildende Künste Dresden
- 2006: Martin-Gropius-Bau, Berlin
- 2005: Zentrum für Kunst und Medientechnologie, Karlsruhe
- 2005: Hamburger Kunsthalle
- 2005: Museum Tinguely, Basel
- 2004: Kunsthaus Graz
- 2003: Ludwig Forum für Internationale Kunst, Aachen
- 2001: Kunsthalle Recklinghausen

### Kataloge
- Veit Görner, Martin Germann, Kristin Schrader, Philippe Van Cauteren, Thomas Caron, Ellen Seifermann (Hrsg.): Michael Sailstorfer: S. Texte: Martin Germann, Kristin Schrader, Thomas Caron, Ellen Seifermann, Birgit Sonna, Berlin 2011.
- Matthias Ulrich und Max Hollein (Hrsg.): Michael Sailstorfer. 10 000 Steine. Deutsch und Englisch. König, Köln 2008, ISBN 978-3-86560-465-1.
- Sailstorfer, Michael – Kraichtal. Texte: Nicolaus Schafhausen, Max Hollein. Ursula Blickle Stiftung, Kraichtal 2005.
- Für immer war gestern. Michael Sailstorfer. Texte: Gioni Massimiliano, Michael Sailstorfer. Verlag für Moderne Kunst, Nürnberg 2005, ISBN 3-936711-86-0.

### Sekundärliteratur
- Sandra Danicke: Stolz und Geschäftssinn der Urtlfinger. In: Frankfurter Rundschau vom 29. Mai 2008.
- Dirk Grundmann: Farbjahr, Jahrbuch der Kunstakademien 2003. Düsseldorf, 2004, ISBN 3-9809475-0-5
- Johann Fredrik Hartle: Von Bussen und Menschen. In: Katalog „WIR, HIER!“. Revolver, Frankfurt 2003.
- Christian Huther: Kultur und Service. In: Frankfurter Neue Presse vom 27. Mai 2008.
- Ronald Meyer-Arlt: Der große Budenzauber. In: Hannoversche Allgemeine vom 30. Mai 2008.
- NN. Skulptur auf Abwegen. In: art. Das Kunstmagazin. Nr. 12, 2006, ISSN 0173-2781.
- Rudolf Schmitz: Michael Sailstorfer und Terence Koh in der Schirn. In: hr2-kultur Mikado am 28. Mai 2008.
- Birgit Sonna: Der Überflieger. In: Süddeutsche Zeitung vom 8. Oktober 2002.
- Julia Voss: Weiß gestrichen oder schmerzhafte Grenzerfahrung? In: Frankfurter Allgemeine Zeitung vom 28. Mai 2008.